# کروات (پاپوآ گینه نو)
کروات یکی از شهرهای استان بریتانیای نو شرقی، واقع در کشور پاپوآ گینه نو است. این شهر دارای یک زندان است، همچنین دبیرستان ملی کروات و انستیتوی تحقیقاتی کاکائو و نارگیل نیز در این شهر واقع است.